# Vào hạ
"Vào hạ" là bài hát được nhạc sĩ Lê Hựu Hà sáng tác vào cuối thập niên 1980 hoặc thập niên 1990. Bài hát này được gọi là một trong những bản “mùa hè ca” của nhạc trẻ Việt Nam và được nhiều thế hệ khán giả biết đến.

## Nội dung
Với giai điệu rộn ràng, bài hát thể hiện không khí đầy nhiệt huyết của mùa hè. Qua bài hát tác giả nhắn gửi rằng dù đối mặt với khó khăn, hãy giữ tinh thần lạc quan bởi "vì đời còn mùa hạ tươi vui / và lòng còn nhiều điều muốn nói". Màu sắc ca khúc này được so sánh với ban nhạc Phượng Hoàng, ban nhạc trẻ hoạt động ở miền Nam đầu những năm 1970.

## Các bản phát hành
Nhiều ca sĩ và nhóm nhạc đã từng sử dụng bài hát "Vào hạ". Theo báo Người lao động, Lê Hựu Hà đã viết bài hát này cho ca sĩ Nhã Phương (vợ của tác giả) hát. Mỹ Linh phát hành ca khúc này vào năm 1996. Năm 1998, bài hát này được chọn là chủ đề của chương trình Paris By Night 45 và được thể hiện bởi nữ ca sĩ Như Quỳnh; cùng năm đó Elvis Phương đã trình bày ca khúc tại chương trình Asia 22. "Vào hạ" cũng là một trong những ca khúc nổi tiếng đem đến thành công cho nhóm nhạc Tam ca Áo Trắng.
Năm 2021, Hòa Minzy, Anh Tú và Hứa Kim Tuyền hát lại bài hát trong Xuân hạ thu đông rồi lại xuân. Năm 2022, trong chương trình âm nhạc Hương mùa hè, Suni Hạ Linh hát lại ca khúc "Vào hạ" với một bản phối mới trẻ trung hơn. Bản phối của Hương mùa hè đã nhận được lời khen vì giữ được nét tươi sáng, tinh nghịch của bài hát gốc, thêm vào đó có sự dễ chịu và cảm giác thư giãn cho người nghe.